# Fluorure de tétra-n-butylammonium
Le fluorure de tétra-n-butylammonium, ou TBAF (de l'anglais Tétra-n-ButylAmmonium Fluoride), est un sel d'ammonium quaternaire de formule chimique (CH3CH2CH2CH2)4N+F−. Il se présente commercialement sous sa forme trihydratée ou en solution dans le tétrahydrofurane.

## Utilisation
En chimie de laboratoire, le TBAF est généralement utilisé comme source d'ions fluorure, principalement pour cliver des groupes protecteurs comme les éthers silylés.
Il est aussi utilisé comme réactif dans diverses réactions telles que des condensations de type aldolique, des réactions de Michael, des additions nucléophiles, des fluorations, etc. Il est également utilisé comme catalyseur de transfert de phase ou comme base faible.
En solution de concentration 1 mol/l dans le THF, le TBAF peut être utilisé pour dissoudre le polydiméthylsiloxane.

## Hydratation et stabilité
L'ion fluorure étant un excellent accepteur de liaison hydrogène, il est quasiment impossible de sécher du TBAF hydraté. Lorsque l'échantillon est chauffé à 77 °C sous vide avancé, il se décompose en sel de bifluorure, et un échantillon chauffé à 40 °C sous vide avancé contient encore 10-20 mol% d'eau et environ 10 mol% de difluorure. Préparer du TBAF anhydre est intéressant car son pKa gagne 20 unités en passant d'un solvant hydraté à un solvant aprotique. En 2005, la préparation de TBAF anhydre à partir d'hexafluorobenzène et de cyanure de tétrabutylammonium a été décrite. Malgré la basicité considérable de l'ion fluorure « nu », en l'absence d'eau, une solution du sel dans l'acétonitrile et le diméthylsulfoxyde est étonnamment stable devant l'élimination.